# Jambaljamts Sainbayar
Jambaljamts Sainbayar (en mongol, Жамбалжамц Сайнбаярын) (Ulaanbataar, Mongòlia, 4 de setembre de 1996) és un ciclista mongol de l'equip Burgos BH. És l'actual campió de Mongòlia i medallista als Jocs Asiàtics. És el primer corredor de Mongòlia a convertir-se en ciclista professional.

## Trajectòria esportiva
El 2019 Jambaljamts va aconseguir la seva primera victòria al ciclisme professional asiàtic al Tour de Fuzhou, on va guanyar l'etapa reina. El 2021 va fitxar per l'equip Terengganu Polygon Cycling Team, amb el qual va competir fins a la temporada 2023-2024. Aquell mateix any va aconseguir el jersei groc de campió del Tour de Tailàndia i la primera posició al Gran Premi de Kahramanmaraş, Turquia. El 2022 durant el Tour de Langkawi va vestir el maillot blanc de millor ciclista asiàtic durant dues etapes, però va finalitzar la competició en novena posició. Aquell mateix any va aconseguir el campionat nacional de Mongòlia per primera vegada.
El 2023 Jambaljamts va acabar segon al Tour de Tailàndia i va mantenir-se invicte com a campió nacional de ciclisme de Mongòlia. A finals del mateix any va fitxar per l'equip espanyol Burgos BH. Al març de 2024 va debutar en la competició europea a la Volta de Catalunya, on va finalitzar en 132ena posició a la classificació general.
Va aconseguir classificar-se per disputar les proves de ciclisme dels Jocs Olímipics d'Estiu de 2024, a París. Va assolir la 28a posició a la cursa individual contrarellotge i la 57a posició en la prova de ruta.

## Palmarès
- 2018
  -  Campió de Mongòlia en ruta júnior
- 2019
  - Vencedor d'una etapa al Tour de Fuzhou
- 2020
  - 1r al Tour de Phuket i vencedor d'una etapa
- 2021
  - 1r al Kahramanmaraş Grand Prix
  - 1r al Tour de Tailàndia
- 2022
  -  Campió de Mongòlia en contrarellotge
  - 1r a la Minjzand LLC Race i vencedor de 3 etapes
  - 1r al Tour de Mongòlia i vencedor de 5 etapes
  - 1r al Grand Prix Develi
  - Vencedor d'una etapa al Tour de Sakarya
- 2023
  -  Campió de Mongòlia en ruta
  - Vencedor d'una etapa al Tour du Huangshan
  - Vencedor d'una etapa al Tour de l'Iran
- 2024
  -  Campió de Mongòlia en contrarellotge
- 2025
  -  Campió de Mongòlia en contrarellotge